# Líquido cefalorraquídeo
El líquido cefalorraquídeo (LCR) o líquido cerebroespinal (LCE) es un líquido incoloro que baña el encéfalo y la médula espinal. Circula por el espacio subaracnoideo, los ventrículos cerebrales y el conducto ependimario sumando un volumen de entre 100 y 150 ml, en condiciones normales.
Puede enturbiarse por la presencia de leucocitos o la presencia de pigmentos biliares. Numerosas enfermedades alteran su composición y su estudio es importante y con frecuencia determinante en las infecciones meníngeas, carcinomatosis y hemorragias. También es útil en el estudio de las enfermedades desmielinizantes del sistema nervioso central o periférico.

## Función
El líquido cerebroespinal (LCE) tiene varias funciones de las que destacan:
1. Actúa como amortiguador y protege de traumatismos al sistema nervioso central.
2. Proporciona al encéfalo el soporte hidroneumático necesario contra la excesiva presión local.
3. Sirve como reservorio y ayuda en la regulación del contenido del cráneo.
4. Cumple funciones de nutrición del encéfalo (en menor medida).
5. Elimina metabolitos del sistema nervioso central.
6. Sirve como vía para que las secreciones pineales lleguen a la hipófisis.
7. Permite el diagnóstico de diversas enfermedades neurológicas, y constituye una vía de entrada para la anestesia intradural. (Claramente, este punto no es una función, sino de utilidad para la medicina).[2]

## Formación
El LCR es producido en un 70 % en los plexos coroideos de los cuatro ventrículos cerebrales, sobre todo los laterales, y en un 30 % en el epéndimo a razón de 0.35 mL/minuto o 500 mL/día. Un adulto tiene 150 mL de LCR, y este se renueva cada 3 o 4 horas.
La eliminación del LCR se lleva a cabo a través de las granulaciones aracnoideas, proyección de las células de la aracnoides sobre los senos vasculares que alberga la duramadre. Estos senos desembocarán directamente en el torrente sanguíneo. En la región más anterior del cerebro está el espacio subaracnoideo de los lóbulos olfatorios, que se continúa con un espacio alrededor de los nervios olfatorios (por lo tanto, queda muy cerca de la mucosa olfatoria y del espacio aéreo de la nariz). Desde esta región pasa a los ganglios linfáticos.
El LCR está compuesto principalmente por: agua, sodio, potasio, calcio, cloro, sales inorgánicas (fosfatos) y componentes orgánicos (producidos por las células gliales)

## Circulación

Imagen por resonancia magnética (IRM) que muestra las pulsaciones del LCR.

La circulación del LCE comienza en los ventrículos laterales, continúa hacia el tercer ventrículo por los agujeros de Monro (agujeros interventriculares) y luego transcurre por el acueducto cerebral (acueducto de Silvio o mesencefálico) hasta el cuarto ventrículo. Desde allí fluye, a través de un conjunto de orificios, uno central (agujero de Magendie) y dos laterales (agujeros de Luschka), que ingresan en la cisterna magna, un gran depósito de líquido ubicado por detrás del bulbo raquídeo y por debajo del cerebelo y hacia abajo al conducto ependimario de la médula espinal a través del obex.
Todas las superficies ependimarias de los ventrículos y las membranas aracnoideas secretan cantidades adicionales de líquido y una pequeña cantidad proviene del propio encéfalo, a través de los espacios perivasculares que rodean los vasos sanguíneos que ingresan en el encéfalo.
La cisterna magna se continúa con el espacio subaracnoideo que rodea todo el encéfalo y la médula espinal. Luego, casi todo el LCE fluye a través de este espacio hacia el cerebro. Desde los espacios subaracnoideos cerebrales, el líquido fluye en las múltiples vellosidades o granulaciones aracnoideas (o de Pacchioni) que se proyectan en el gran seno venoso sagital y otros senos venosos. Por último, se vacía en la sangre venosa a través de las superficies de las vellosidades.
El movimiento es por pulsos, correspondiendo a las ondas de presión generadas en los vasos sanguíneos por el latido del corazón. Algunos autores añaden que el flujo no es unidireccional, sino de ida y vuelta, dependiente del ciclo cardiaco de sistelis-diastolis.

## Obtención
Se puede obtener por punción lumbar, por punción cisternal o por punción ventricular (ventriculostomia).
La obtención de este líquido es importante debido a que es un elemento clave para el diagnóstico de enfermedades neurológicas, como pueden ser los síndromes meníngeos, las hemorragias subaracnoideas, los tumores cerebro-espinales, etc.
Para la punción lumbar se utiliza una aguja de aproximadamente 10 cm con mandril. El paciente puede estar sentado o acostado. Recordando que la médula espinal termina en los niveles L1-L2, (para no poner en riesgo un daño en la misma, optando por ello el acceso al líquido del fílum terminal, que reviste el canal ependimario, con LCE), la punción se realiza entre la cuarta y la quinta vértebras lumbares, y tan solo se espera a que comience a gotear este líquido. Además, mientras el paciente se encuentra punzado, es posible medir la presión de este líquido con la utilización de un manómetro.
Para la punción cisternal, lo único que debe cambiarse es la posición del paciente, el cual sí debe estar sentado, y además con hiperflexión cervical, ya que la aguja se introduce en el espacio occipito-atloideo.
Varía de acuerdo con el lugar donde se coloque el sistema de medición (anatomía), la posición del paciente al momento del registro y la edad.
La presión normal depende de la posición del paciente durante su toma, así como de su edad.
Tomando como base descriptiva a la punción lumbar, se da como ejemplo:
Posición sentada:
- Recién nacido = 1,5-8 cm de agua.
- Menor de 6 años = 8-18 cm de agua.
- Adulto = 18-25 cm de agua.
- Cisterna Magna = 0-12 cm de agua incluso negativa.
- Ventrículos = 5-8 cm de agua.

Decúbito lateral (tendido a un costado):
- Adulto = 6-18 cm de agua.